# Roland TB–303
A Roland TB–303 egy, a Roland Corporation által gyártott szintetizátor, meghatározó szerepe van az elektronikus zenében.

## Történelem
A 80-as évek elején megjelenő akkori zenei divat miatt a stúdiók kénytelenek voltak egy szólózenészhez gyakran több stúdió-zenészt („session-zenészt”) is szerződtetni, így jelentősen megemelve egy album költségét, még akkor is, ha csak egy egyszerű basszusgitár-szólamról volt is szó. Mivel ekkoriban kezdett a zenében egyre nagyobb teret nyerni az elektronika, az igény megnőtt az elektronikus hangszerekre is.
Az első TB–303-ak 1982-ben jelentek meg a piacon, a céljuk a stúdió-basszusgitáros helyettesítése volt (TB = Transistor Bass). Bár a koncepció nem volt légből kapott, a megvalósításba belebukott a project: noha a kis (alig 30 centiméteres) szürke doboz minden egyéb szempontból megfelelt volna a célnak, a hangzása nem is hasonlított egy basszusgitáréra, és a kezelése meglehetősen kényelmetlen volt. A stúdiók fölösleges pénzkidobásnak itélték, a Roland pedig másfél év és 10 000 legyártott példány után beszüntette a gyártást.

### Újjászületés
Az évtized végére felvirágzott az elektronikus zene, és a DJ-k új zenei eszközök után néztek. Ugyan nem tudni pontosan, ki volt az első, de a hagyomány szerint a Phuture nevű zenekar Acid Tracks című EP-je volt az úttörő a 303 hangzás használatában. Amíg más zenészek eredeti rendeltetésének megfelelően használták a hangszert, addig az Acid Tracksen egy teljesen más, extrém hangzás szólal meg a 303-ból; a rezonancia-potmétert maximumra tekerve az addigi hangzás éles és karcos lesz, mivel a frekvencia-szűrő az eredeti jel csak egy nagyon vékony sávját hagyja meg. Mivel a 303 felépítésének köszönhetően ez a sáv egy hang során elmozdul lefele, a végeredmény egy érdekes, agresszív, „harapós” hangzás lesz, amit általában a zenészek tovább torzítottak, többnyire gitárhoz való torzítópedállal. Ezt a hangot a névadó dalról és „maró” jellegéről „acid”-nek, azaz „sav”-nak nevezték el.
A hangzás futótűzként terjedt az elektronikus zenészek között, külön stílusokat teremtve („acid trance”, „acid techno”) és megindítva olyan kultuszokat, mint a „rave”. A ma ismert elektronikus zenék nagy részének szerves tartozéka az acid.

### Hagyaték
A szintetizátor sikere után megindult a másolás, lévén az eredeti 10 000 darab ára a csillagos egekig szökött – ma egy eredeti, működő darab ára elérheti a 850 000 forintot is.
A legismertebb másolat talán az 1997-ben a Propellerhead által kiadott ReBirth RB-338 szoftvercsomag, amely mind a 303, mind „testvérei”, a 808 és 909 dobgépek emulációjára is képes.

## Felépítés
A 303 titka az egyszerűségben rejlik: mindössze egyetlen darab oszcillátort tartalmaz (négyszög- vagy fűrészfog-jel), és egy darab oktávonként -24dB-t vágó aluláteresztő szűrőt, amely vágási frekvenciája egy burkológörbe alapján mozog. Kijelzője nincs, a szintetizátor állapotát mindössze néhány LED jelzi. Az eredeti TB-303 nem MIDI-kompatibilis (ez a funkció csak un. mod-ok segítségével elérhető).
A változtatható paraméterek segítségével állítható a szűrő rezonanciája, kezdőfrekvenciája és burkológörbe-modulációja, valamint a burkológörbe sebessége és a kezdő hangmagasság. A szintetizátor képes volt egy 16 hangjegyből álló osztinátó megjegyzésére, ezt azonban meglehetősen nyakatekert módon lehetett csak beprogramozni: egy gomb léptette az aktuális hangjegy sorszámát (csak előre), és egy kis egyoktávos billentyűsoron lehetett kiválasztani az aktuális hangot, illetve egyéb lehetőségeket, például oktávmodulációt.
A 303 négy darab UM-2 („bébi”) elemről, vagy adapterről futott. Ezek eltávolítása adatvesztést, és véletlenszerű hangsorok megjelenését okozta – ezt meglepően sokan használták ki.

## Hangzás
- Jellegzetes 303 hangzás, félúton bekapcsolt torzítóval.?*

## Külső hivatkozások
- A 303 vázlatos történelme